# 蒲原県
蒲原県（ほげん-けん）は中華人民共和国山西省にかつて存在した県。現在の運城市垣曲県新城鎮南東部に相当する。
南北朝時代、北周により設置された。607年（大業3年）、隋朝により廃止された。